# Expressway 102 (Südkorea)
Der Expressway 102  (kor. 남해고속도로제1지선) ist eine Schnellstraße in Südkorea. Die Autobahn ist ein Abzweig des Expressway 10 und dient dem Hafengelände der Stadt Masan und Changwon im Süden des Landes. Die Strecke ist 18 Kilometer lang.

## Straßenbeschreibung
Westlich von Masan beginnt der Expressway 102 auf dem Expressway 10, der von Gwangyang und Gwangju kommt. Die Autobahn hat 2 × 2 Fahrspuren und kreuzt kurz danach den Expressway 45, der hier startet und in Richtung Daegu in den Norden des Landes führt. Die Autobahn führt dann durch die Stadt Masan, die etwa 430.000 Einwohnern hat. Zusammen mit Changwon hat Masan ein Industriegebiet mit einem kleinen Hafen. Im Norden von Changwon fügt sich der Expressway 102 in den Expressway 10 in Richtung Busan ein.

## Geschichte
Die Autobahn wurde zunächst als Expressway 10 im Jahr 1973 gebaut. 1981 wurde der östliche Teil des Expressway 102 und im Jahr 1989 der westliche Teil der Autobahn eröffnet. Am 17. November 2008 wurde der Expressway 10 auf eine neue Strecke nördlich von Masan geführt und die alte Strecke als Expressway 102 neu nummeriert.

## Eröffnungsdaten der Autobahn
| von        | nach       | Länge  | Datum      |
| ---------- | ---------- | ------ | ---------- |
| Masan-West | Changwon   | 8,8 km | 04.09.1981 |
| Sanin      | Masan-West | 9,6 km | 07.09.1989 |

## Verkehrsaufkommen
Im Jahr 2008 waren bei Sanin ca. 45.000 Fahrzeuge,  bei Naseo ca. 52.000 Fahrzeuge und bei Masan ca. 50.000 Fahrzeuge täglich unterwegs.

## Ausbau der Fahrbahnen
| von   | nach     | Länge | Fahrspuren |
| ----- | -------- | ----- | ---------- |
| Sanin | Changwon | 18 km | 2 × 2      |